# Mercury Montclair
La Montclair è un'autovettura full-size prodotta dalla Mercury dal 1955 al 1960 e dal 1964 al 1968.

## Storia

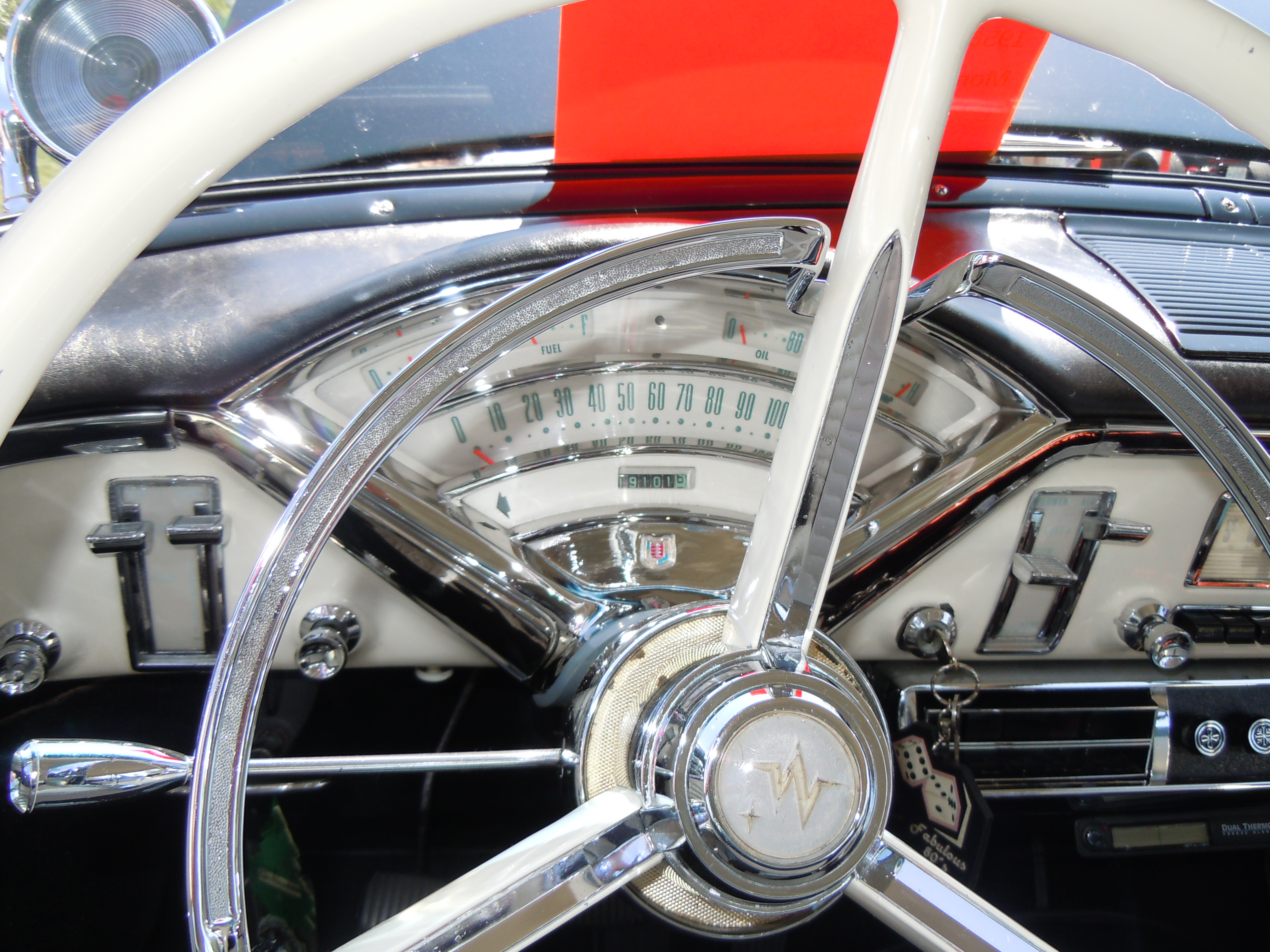
Il cruscotto di una Mercury Montclair del 1956

Venne basata sulla concept car Mercury XM-800 e fu collocata al top della gamma Mercury. Il nome "Montclair" derivava da Montclair, città del New Jersey. Dal 1955 al 1956 le Montclair vennero dotate di abbondanti cromature e, su richiesta, di verniciatura bicolore. Nel 1956 la Ford introdusse un piano per rendere più sicure le proprie vetture, e la Montclair venne pertanto dotata di un volante a calice che permetteva la protezione del guidatore in caso di urto, della chiusura di sicurezza delle portiere, di cinture di sicurezza e di un cruscotto imbottito. La Montclair era disponibile con un motore V8 da 6 L montato anteriormente. La trazione era invece posteriore. La Montclair è stata offerta in versione berlina quattro porte, coupé due porte e cabriolet due porte. È stata assemblata a Lorain, nell'Ohio.
La gamma della Montclair includeva anche l'allestimento Sun Valley, che era dotato della parte anteriore del tettuccio in plexiglas. Questo modello venne prodotto dal 1956 al 1957 ma non ebbe il successo sperato, dato che fu commercializzato in soli 1.500 esemplari.
Nel 1957, in seguito all'introduzione della Turnpike Cruiser, la Montclair venne ricollocata nella gamma Mercury in una fascia più bassa. Nel 1958 la Park Lane sostituì la Turnpike Cruiser al top della gamma Mercury.
Nel 1961 la Montclair è stata temporaneamente dai listini e venne sostituita dalla Meteor e dalla Monterey. La Montclair infatti venne reintrodotta nel 1964 per poi uscire definitivamente di produzione nel 1968.